# Čížov
Čížov (en allemand : Zeisau) est une commune du district de Jihlava, dans la région de Vysočina, en République tchèque. Sa population s'élevait à 306 habitants en 2024.

## Géographie
Čížov se trouve à 6 km au sud de Jihlava et à 116 km au sud-est de Prague.
La commune est limitée par Rančířov au nord, par Puklice et Brtnice à l'est, par Cerekvička-Rosice au sud, par Vílanec au sud-ouest, par Jihlava à l'ouest.

## Histoire
La première mention écrite de la localité date de 1358.

## Transports
Par la route, Čížov se trouve à 5,5 km de Jihlava, à 92 km de Brno et à 136 km de Prague.